# Pé de Vento
Pé de Vento é uma telenovela brasileira produzida e exibida pela Rede Bandeirantes entre 1 de janeiro e 21 de junho de 1980, em 148 capítulos, substituído Cara a Cara e sendo substituída por Cavalo Amarelo. Foi a segunda "novela das sete" exibida desde a profissionalização da dramatugia do canal. Escrita por Benedito Ruy Barbosa, sob direção de Plínio Paulo Fernandes e direção geral de Arlindo Barreto, sendo está a única novela de comédia romântica da carreira de Benedito.
Conta com Nuno Leal Maia, Bete Mendes, Maria Ferreira, Maria Luiza Castelli, Dionísio Azevedo, Maria Estela, Edney Giovenazzi e Esther Góes nos papéis principais.

## Enredo
Edmar, o Pé de Vento, se muda com sua família para São Paulo para realizar o sonho de ser maratonista profissional e consegue uma bolsa para treinar no requintado Clube Paulista sob a tutela de Alfredo, um maratonista decadente que vê no jovem a esperança de vitória. Ele se apaixona pela doce enfermeira Terezinha, neta da fofoqueira do bairro Noca, mas também se torna alvo da rica e mimada Cristiane, que passa a infernizar o casal para desgosto de Itamar, ex da dondoca. O pai de Pé de Vento, André, enfrenta uma guerra com o INSS para conseguir se aposentar, enquanto a mãe Marta vive angustiada para que os filhos Moacir e Aninha passem no vestibular para ter uma vida melhor. 
Já os pais de Cristiane, Edmundo e Gisele, estão com o casamento em crise devido a iminente falência de sua rede de supermercados e o alcoolismo dela. Ainda há a cômica aeromoça Maira, que faz de tudo para conquistar o tímido Jofre, e a fábrica de sorvetes Amel, onde trabalham o golpista Zé Queimado, o brigão Boa Gente, o mulherengo Catiça e o viciado em jogo do bicho Treze Pontos, que gasta todo dinheiro do noivado com Ludmila em apostas.

## Elenco

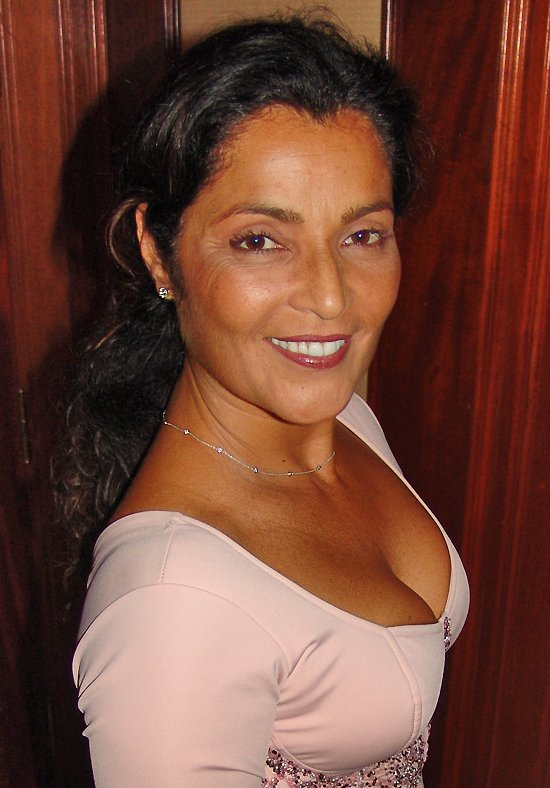
Angelina Muniz interpretou Lyris

| Ator/Atriz           | Personagem                |
| -------------------- | ------------------------- |
| Nuno Leal Maia       | Edmar Viana (Pé de Vento) |
| Bete Mendes          | Terezinha Gonçalves       |
| Maria Ferreira       | Cristiane Albuquerque     |
| Maria Luiza Castelli | Marta Viana               |
| Dionísio Azevedo     | André Viana               |
| Maria Estela         | Gisele Albuquerque        |
| Edney Giovenazzi     | Edmundo Albuquerque       |
| Esther Góes          | Maíra Diniz               |
| Rolando Boldrin      | Jofre Junqueira           |
| Carmem Silva         | Noca Gonçalves            |
| Rogério Márcico      | Treinador Alfredo         |
| Osmar de Mattos      | Itamar Orvalle            |
| Taumaturgo Ferreira  | Moacir Viana              |
| Cristina Mullins     | Aninha Viana              |
| Angelina Muniz       | Lyris                     |
| Fausto Rocha         | Treze Pontos              |
| Canarinho            | Zé Queimado               |
| Maurício do Valle    | Boa Gente                 |
| Arnaldo Weiss        | Catiça                    |
| Baby Garroux         | Quitéria                  |
| Suzy Camacho         | Gina                      |
| Felipe Levy          | Siqueira                  |
| Flora Geny           | Leila                     |
| Henrique César       | Juca                      |
| Riva Nimitz          | Zefa                      |
| Patrícia Figueiredo  | Jurema                    |
| Alexandre Raymundo   | Marcelo                   |
| Lilian Vizzachero    | Tuca                      |

### Participações especiais
| Ator/Atriz      | Personagem        |
| --------------- | ----------------- |
| Fábio Tomasini  | Investigador Duca |
| Renato Master   | Gonze             |
| Deni Cavalcanti | Tico              |
| Márcia Corban   | Zilda             |
| Antônio Arthuro | Taxista           |

## Recepção
A crítica Maria Helena Dutra elogiou o texto de Ruy Barbosa mas classificou a produção como "está ruim em imagens, direção e elenco" porém, a colocou acima da outra produção da emissora O Todo Poderoso.

## Reprise
Foi reprisada entre 6 de julho de 1981 a 26 de janeiro de 1982.

## Trilha sonora
Lista de faixas
| Lado A |                                       |                                  |                  |         |  |
| N.º    | Título                                | Compositor(es)                   | Artista(s)       | Duração |  |
| 1.     | "Pé de Vento" (Tema de abertura)      | S. Sá                            | Lila, Mila e Tom | 2:45    |  |
| 2.     | "Vento Nordeste"                      | Sueli Costa Abel Silva           | Simone           | 3:50    |  |
| 3.     | "Vem de Longe" (Tema de Mestre André) | Paco Bandeira                    | Dércio Marques   | 2:47    |  |
| 4.     | "Vida Cigana"                         | Geraldo Espíndola                | Tetê             | 3:00    |  |
| 5.     | "Cachaça e Mel"                       | Paulinho do Pinho Raul Ellwanger | Raul Ellwanger   | 2:52    |  |
| 6.     | "O Amor está no Ar"                   | Paulinho Camargo                 | Dudu França      | 3:11    |  |

| Lado B |                                             |                           |                  |         |  |
| N.º    | Título                                      | Compositor(es)            | Artista(s)       | Duração |  |
| 7.     | "Lábios de Mel"                             | Édson Trindade Cleonice   | Tim Maia         | 3:49    |  |
| 8.     | "Tola foi Você"                             | Angela Rô Rô              | Ângela Rô Rô     | 2:36    |  |
| 9.     | "Abaixo a Cueca" (Tema dos amigos de Edmar) | Zé Rodrix Paulo Coelho    | Zé Rodrix        | 3:30    |  |
| 10.    | "Abra o Coração"                            | P. Camargo D. Camargo     | Paulinho Soares  | 3:14    |  |
| 11.    | "Briga de Lobo" (Tema de Treze Pontos)      | J. Leed Reinaldo J. Bahia | Lila, Mila e Tom | 3:07    |  |
| 12.    | "Corrida da Vida" (Tema de Edmar)           | R. Antônio G. Castro      | Gina de Castro   | 3:08    |  |